# گوران برگوویچ
گوران برگوویج (متولد ۲۲ مارس ۱۹۵۰، سارایوو) یکی از شناخته‌شده‌ترین موزیسین‌ها و آهنگسازان مدرن بالکان در سطح بین‌المللی است. وی نوازنده گیتار و گیتار باس و عضو گروه راک Bijelo Dugme است. وی همچنین برای فیلم‌های مختلفی آهنگسازی کرده‌است، از جمله رؤیای آریزونا، زمانی برای کولی‌ها و زیرزمین)

## زندگی
گوران برگوویج خواننده و نوازنده مشهور در سال ۱۹۵۰ در بوسنی و هرزگووین متولد شد. مادر وی اهل صربستان و پدر وی کروات بودند. برگوویچ بک برادر و خواهر بزرگتر از خود دارد. در ده سالگی پدر و مادرش از هم جدا شدند و او نزد مادرش در روستایی در شرق هرزگوین ماند. گوران ویولن را مدرسه موسیقی یادگرفت و گیتار را در سنین نوجوانی در مدرسه هنرهای زیبا. در سن ۱۶ سالگی از مادرش جدا شد. در سن ۱۸ سالگی عضو گروهKodeksi شد. در پاییز سال ۱۹۷۱ برگوویج وارد دانشگاه و در رشته فلسفه و جامعه‌شناسی مشغول به تحصیل شد. گوران برگوویچ در سال ۱۹۷۴ گروه Bijelo Dugme را تشکیل داد.

## آلبوم‌ها
- ۱۹۷۶: گوران Bregović
- 1991: Paradehtika
- 1996: Komuna
- 1998: Ederlezi
- 1997: Düğün
- ۱۹۹۷: تسالونیکی
- ۱۹۹۸: سکوت بالکان
- ۱۹۹۹: سحر و جادو کتاب
- ۱۹۹۹: کایامن
- 2000: Balkanica
- ۲۰۰۰: خرگوش
- ۲۰۰۰: موسیقی برای فیلم
- ۲۰۰۱: کریس و گوران
- ۲۰۰۲: قصه و آهنگ از مراسم ازدواج و تشییع جنازه
- 2007: Karmen
- ۲۰۰۹: خوش آمدید به Bregović
- ۲۰۰۹: Śljivovica
- 2012: Ederlezi X
- ۲۰۱۲: آبمیوه‌های گاز دار برای کولی